# Merxheim, Haut-Rhin
Merxheim là một xã ở tỉnh Haut-Rhin trong vùng Grand Est ở đông bắc Pháp. Xã này có diện tích 9,1 km², dân số năm 1999 là 1290 người. Khu vực này có độ cao 220 mét trên mực nước biển.